# Marina Wickborn
Marina Wickborn (geboren 25. August 1959) ist eine deutsche Ingenieurin. Sie ist seit 2008 Richterin am Bundespatentgericht in München und seit 2013 Vorsitzende Richterin dort.

## Beruflicher Werdegang
Die Diplomingenieurin Marina Wickborn wurde am 28. August 2008 an das Bundespatentgericht berufen und war dort zunächst als Richterin kraft Auftrags tätig. Am Bundespatentgericht arbeiten mehrheitlich naturwissenschaftlich ausgebildete Richter.
Marina Wickborn war zunächst als weiteres technisches Mitglied in einem Technischen Beschwerdesenat eingesetzt. Seit ihrer Beförderung am 24. Juni 2013 ist sie Vorsitzende Richterin in einem Technischen Beschwerdesenat.